# Septaria porcellana borbonica
Sous-espèce
Septaria porcellana borbonica est une sous-espèce de petit mollusque endémique  de l'île de La Réunion, dans l'océan Indien.
On le trouve notamment dans la rivière des Roches ou dans les ravines de Saint-Gilles, à l'autre bout de l'île. D'une taille de 20 à 25 mm, il fait visiblement l'objet d'une pêche traditionnelle.